# Zelotes eskovi
Zelotes eskovi este o specie de păianjeni din genul Zelotes, familia Gnaphosidae, descrisă de Zhang și Song în anul 2001. Conform Catalogue of Life specia Zelotes eskovi nu are subspecii cunoscute.